# Гурии
Гу́рии (араб. حورية‎ —  хурия‎) — в Коране райские девы, которые будут супругами праведников в раю. Утверждается, что гурии обладают поразительной красотой, покоятся на драгоценных коврах в роскошных, вечно зеленеющих садах, и в их объятиях правоверного ожидает бесконечное блаженство.

## Образ

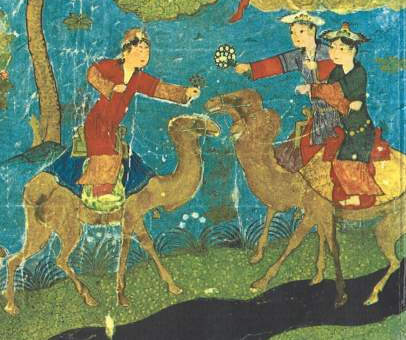
Cидящие на верблюде райские гурии встречают в раю пророка Мухаммада (персидский манускрипт XV века)

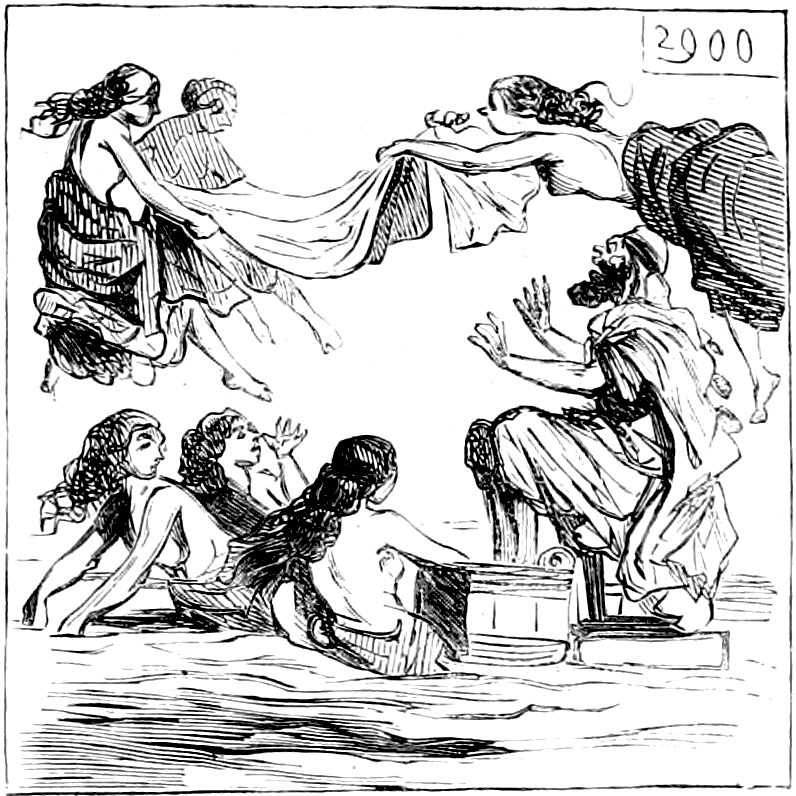
Гурии помогают богослову Абд аль-Кадиру принимать ножную ванну в раю; картина M. Soubre из французского рыцарского альбома Amédée de Noé конца XIX века

Белки глаз гурий резко контрастируют с чернотой зрачка, то есть они черноокие. Райские гурии живут в шатрах, вечно зеленеющих садах и покоятся на драгоценных коврах. Их не касался ни человек, ни джинн, и они подобны скрытым в раковине жемчужинам. В Коране обычным словосочетанием является: «черноглазые, большеокие».
Термин гурия употребляется главным образом в ранних частях Корана. В более поздних частях рядом с праведниками появляются «очищенные супруги» и «девственницы, мужа любящие, сверстницы». В Коране также сообщается, что жёны праведников вместе с ними попадут в рай.
Чувственный образ гурий получил значительное развитие в исламском богословии и в народной литературе. Гурий описывают как «существ различных цветов, созданных из шафрана, мускуса, амбры, имеющих прозрачную кожу и тело, усыпанное драгоценностями».
Символические истолкования образа гурий у некоторых комментаторов Корана подчеркивают разницу между ними и земными женщинами. В суфийской литературе образ гурий стал символом мистической любви и мистических наслаждений. Образ гурий, как и весь образ коранического рая, развивает ряд общих для народных верований Ближнего Востока образов.